# 16147 Jeanli
16147 Jeanli este un asteroid din centura principală de asteroizi.

## Descriere
16147 Jeanli este un asteroid din centura principală de asteroizi. A fost descoperit pe 10 decembrie 1999 la Socorro, New Mexico, în cadrul proiectului LINEAR. Asteroidul prezintă o orbită caracterizată de o semiaxă mare de 2,28 ua, o excentricitate de 0,22 și o înclinație de 5,9° în raport cu ecliptica.